# Coates, Gloucestershire
Coates är en ort och civil parish i Storbritannien.   Den ligger i grevskapet Gloucestershire och riksdelen England, i den södra delen av landet, 130 km väster om huvudstaden London. Coates ligger 145 meter över havet och antalet invånare är 2 148.
Terrängen runt Coates är platt. Runt Coates är det ganska tätbefolkat, med 160 invånare per kvadratkilometer. Närmaste större samhälle är Cirencester, 4,5 km öster om Coates. Trakten runt Coates består till största delen av jordbruksmark.